# 목조보살좌상 (인천광역시 유형문화재 제14호)
목조보살좌상(木造菩薩坐像)은 인천광역시 연수구 인천광역시립박물관에 있는, 보관(寶冠)과 양손을 따로 만들어 불신(佛身)에 결합시킨 조선시대 불상이다. 1990년 11월 9일 인천광역시의 유형문화재 제14호로 지정되었다.

## 지정 사유
현재 보관은 결실되고 없지만 이마 위에 단을 지어 보관을 안치했던 흔적이 남아있으며, 머리 정상부에 머리카락을 쓸어 올려 묶은 보계(寶髻)가 드러나 있다. 귀의 앞뒤로 흘러내린 머리카락이 귓볼 부근에서 교차하며 어깨 위에서 세 개의 원을 이루고, 다시 세 갈래로 나뉘어 흘러내리고 있다. 얼굴은 네모난 형태로 가늘게 뜬 눈은 아래를 향하고 있으며, 백호(白毫)가 뚜렷하다. 가슴 앞에서 들어 올린 오른손의 수인은 아미타구품인(阿彌陀九品印)으로 추정되지만, 왼손을 잃어 정확한 수인(手印)은 알 수 없다. 보살상이지만 천의를 입지 않고 불상처럼 대의를 입고 있는데, 이중착의식 통견(通肩) 형식으로 배 부분에는 U자형으로 접힌 대의자락이 좌우대칭 형태로 표현되어 있다. 존격 추정의 근거가 되는 보관과 수인을 잃어 존명(尊名)은 알 수 없다. 온화한 미소를 띈 높이 54cm의 아담한 상으로, 방형의 얼굴과 전체적인 형태, 평판적인 옷주름의 처리와 가슴을 가로지르는 승각기의 표현, U자형으로 접힌 대의자락 등으로 볼 때 17세기 작품으로 추정된다.

## 참고 문헌
- 목조보살좌상 - 국가유산청 국가유산포털